# Теорема Гуревича
Теорема Гуревича — фундаментальный результат алгебраической топологии, связывающей гомотопическую теорию с теорией гомологии с помощью отображения, известного как гомоморфизм Гуревича.
Теорема названа в честь Витольда Гуревича; она обобщает более ранние результаты Анри Пуанкаре. 

## Формулировка
Пусть {\displaystyle X} — линейно связное топологическое пространство и {\displaystyle n} — целое положительное число.
Гомоморфизм Гуревича: 
{\displaystyle h_{*}\colon \pi _{n}(X)\to H_{n}(X)}
определяется следующим образом: если {\displaystyle u_{n}} — образующая {\displaystyle H_{n}(S^{n})}, то гомотопический класс отображения {\displaystyle f\in \pi _{n}(X)} отображается в {\displaystyle f_{*}(u_{n})\in H_{n}(X)}.
При {\displaystyle n=1} этот гомоморфизм индуцирует изоморфизм: 
{\displaystyle {\tilde {h}}_{*}\colon \pi _{1}(X)/[\pi _{1}(X),\pi _{1}(X)]\to H_{1}(X)}
между абеленизацией фундаментальной группы и первой гомологической группой. 
Если {\displaystyle n\geqslant 2} и {\displaystyle X} — {\displaystyle (n-1)}-связно, то гомоморфизм Гуревича {\displaystyle h_{*}\colon \pi _{n}(X)\to H_{n}(X)} является изоморфизмом. 
Более того, {\displaystyle h_{*}\colon \pi _{n+1}(X)\to H_{n+1}(X)} является эпиморфизмом.